# Gürbulak
Gürbulak es una localidad situada en el distrito de Doğubayazıt, provincia de Ağrı, Turquía. Su población es de 2205 personas (2021). Es un cruce fronterizo con Irán. El asentamiento marca el límite oriental de la carretera estatal D.100 y la ruta europea E80.